# Aeolochroma subrubella
Aeolochroma subrubella är en fjärilsart som beskrevs av W. Warren 1903. Aeolochroma subrubella ingår i släktet Aeolochroma och familjen mätare. Inga underarter finns listade i Catalogue of Life.